# Best of Lara Fabian
Pour les articles homonymes, voir Best of.
Albums de Lara Fabian
Mademoiselle Zhivago
(2010) Le Secret
(2013)
Best of Lara Fabian est le premier album compilation de Lara Fabian sorti le 15 novembre 2010.
La compilation ne propose pas les titres du premier album de la chanteuse ainsi que les singles le précédent. Il reprend toutes ses chansons classées hormis I Am Who I Am, Love By Grace, Aimer déjà, L'homme qui n'avait pas de maison et Soleil, soleil. Il inclut deux inédits : On s'aimerait tout bas qui sort en single et le duo virtuel Ensemble. Celui-ci est une reprise du duo Ginie Line et Ray Charles. En 2001, ils enregistrent ce titre juste avant la disparition du chanteur américain. Ce duo apparaît sur l'album Play de Ginie Line,.
L'album est certifié disque de platine en Belgique le 29 avril 2011.

## Liste des titres

### Disque 1
| #   | Titre                                             | Auteur                                                   | Album d'origine     | Durée |
| --- | ------------------------------------------------- | -------------------------------------------------------- | ------------------- | ----- |
| 1.  | On s'aimerait tout bas                            | Maxime Le Forestier, Stanislas                           | Best of Lara Fabian | 4:01  |
| 2.  | Je t'aime                                         | Rick Allison, Lara Fabian, Parent Mario                  | Pure                | 4:22  |
| 3.  | Tout                                              | Rick Allison, Lara Fabian                                | Pure                | 4:17  |
| 4.  | Si tu m'aimes                                     | Rick Allison, Lara Fabian                                | Pure                | 3:30  |
| 5.  | Humana                                            | Rick Allison, Lara Fabian, Evan Rogers, Carl Sturken     | Pure                | 5:38  |
| 6.  | La différence                                     | Rick Allison, Lara Fabian                                | Pure                | 4:14  |
| 7.  | Pas sans toi                                      | Rick Allison, Lara Fabian                                | Carpe Diem          | 4:44  |
| 8.  | Tu t'en vas                                       | Rick Allison, Lara Fabian, Parent Mario                  | Carpe Diem          | 3:47  |
| 9.  | Je suis malade                                    | Serge Lama, Alice Dona                                   | Carpe Diem          | 4:24  |
| 10. | Requiem pour un fou (En duo avec Johnny Hallyday) | Gérard Layani, Gilles Thibaut                            | Live 1999           | 4:04  |
| 11. | Perdere l'amore                                   | Marcello Marrocchi, Giampiero Artegiani                  | Live 1999           | 4:58  |
| 12. | Adagio                                            | Tomaso Albinoni, Rick Allison, Lara Fabian, Dave Pickell | Lara Fabian         | 4:26  |
| 13. | I Will Love Again                                 | Paul Barry, Mark Taylor                                  | Lara Fabian         | 3:44  |
| 14. | Broken Vow                                        | Walter Afanasieff, Lara Fabian                           | Lara Fabian         | 5:14  |

### Disque 2
| #   | Titre                                     | Auteurs                                                             | Album d'origine          | Durée |
| --- | ----------------------------------------- | ------------------------------------------------------------------- | ------------------------ | ----- |
| 1.  | Ensemble (En duo avec Ray Charles)        | Varda Kakon, Arlette Kotchounian, Pierre Marie dit Mams             | Best of Lara Fabian      | 3:51  |
| 2.  | J'y crois encore                          | Lara Fabian, Rick Allison                                           | Nue                      | 3:28  |
| 3.  | Immortelle                                | Lara Fabian, Rick Allison                                           | Nue                      | 5:15  |
| 4.  | Tu es mon autre (En duo avec Maurane)     | Lara Fabian, Rick Allison                                           | Nue                      | 3:41  |
| 5.  | Je t'aime (Live)                          | Lara Fabian, Rick Allison, Parent Mario                             | En toute intimité        | 4:43  |
| 6.  | Bambina                                   | Lara Fabian, Janey Clewer                                           | En toute intimité        | 4:23  |
| 7.  | La lettre                                 | Lara Fabian, Jean-Félix Lalanne                                     | 9                        | 3:53  |
| 8.  | Ne lui parlez plus d'elle                 | Lara Fabian, Jean-Félix Lalanne                                     | 9                        | 4:03  |
| 9.  | Je me souviens                            | Lara Fabian, Jérémy Jouniaux                                        | 9                        | 3:17  |
| 10. | Aime                                      | Lara Fabian, Jérémy Jouniaux                                        | Un regard 9 Live         | 4:00  |
| 11. | Un cuore malato (duo avec Gigi D'Alessio) | Mogol, Gigi D'Alessio                                               | Made in Italy            | 4:40  |
| 12. | Göttingen                                 | Barbara                                                             | Toutes les femmes en moi | 5:35  |
| 13. | Toutes les femmes en moi                  | Lara Fabian                                                         | Toutes les femmes en moi | 4:05  |
| 14. | No Big Deal                               | Eliot Kennedy, Tim Woodcock, Gary Barlow, Lara Fabian, Rick Allison | A Wonderful Life         | 3:57  |
| 15. | The Last Goodbye                          | Stephen Robson, Wayne Hector                                        | A Wonderful Life         | 4:19  |
| 16. | I Guess I Loved You                       | Anders Bagge, Peer Åström, Lara Fabian, Rick Allison                | A Wonderful Life         | 3:33  |

## Distribution
- France : Polydor
- Suisse : Polydor Suisse
- Belgique  Luxembourg  Pays-Bas : Polydor Benelux

## Classements
| Pays          | Meilleure position | Ventes |
| ------------- | ------------------ | ------ |
| France        | 1                  | 40 000 |
| Belgique (Fr) | 1                  |        |
| Belgique (Nl) | 96                 |        |
| Suisse        | 97                 |        |